# Podivín (stacja kolejowa)
Podivín – stacja kolejowa w Podivínie, w kraju południowomorawskim, w Czechach. Znajduje się na wysokości 165 m n.p.m.
Jest zarządzana przez Správę železnic. Na stacji istnieje możliwość zakupu biletów i rezerwacji miejsc.

## Linie kolejowe
- 250 Havlíčkův Brod - Brno - Kúty